# Hertha Feiler
Hertha Feiler (ur. 3 sierpnia 1916 w Wiedniu zm. 1 listopada 1970 w Monachium) – austriacka aktorka teatralna i filmowa pochodzenia żydowskiego. Była żoną aktora i reżysera Heinza Rühmanna, z którym zagrała w kilku filmach. 

## Życiorys
Hertha Feiler była córką inżyniera. W młodości chciała zostać pianistką, jednak zapalenie ścięgien uniemożliwiło jej to i zaczęła uczyć się aktorstwa. Zadebiutowała na wiedeńskiej scenie w 1936 roku a rok później w filmie Liebling der Matrosen. Podczas kręcenia filmu Wiele kłamstw (1938) zakochała się w Heinzie Rühmannie, reżyserze filmu. Pobrali się 1 lipca 1939 roku. Ich syn Peter Rühmann urodził się 7 czerwca 1942 roku. Zgodnie z prawem rasowym Hertha została uznana za „ćwierć Żyda”. Jednak małżeństwo Rühmann cieszyło się dobrą reputacją, a Heinz był ulubionym aktorem Adolfa Hitlera i jego ministra propagandy Josepha Goebbelsa, co chroniło ich przed atakami rasistowskimi. Oboje aktorzy pracowali za specjalnym pozwoleniem.
Po zakończeniu wojny Feiler występowała w teatrze a potem pracowała w firmie produkcyjnej Comedia założonej przez Rühmanna, która po wielu niepowodzeniach zbankrutowała. Po raz ostatni wystąpiła w filmie Die Ente klingelt um ½ 8 (1968). Wycofała się z powodu choroby na raka. Zmarła 2 listopada 1970 roku w wieku zaledwie 54 lat. Pochowana została na cmentarzu Waldfriedhof Grünwald koło Monachium.

## Wybrane role
- 1937: Liebling der Matrosen
- 1938: Adresse unbekannt
- 1938: Wiele kłamstw (Lauter Lügen)
- 1939: Männer müssen so sein
- 1939: Flucht ins Dunkel
- 1939: Frau im Strom
- 1940: Lauter Liebe
- 1940: Kleider machen Leute
- 1941: Hauptsache glücklich
- 1942: Ewiger Rembrandt
- 1943: Der kleine Grenzverkehr
- 1944: Quax in Fahrt / Quax in Afrika
- 1944: Der Engel mit dem Saitenspiel
- 1945: Sag’ die Wahrheit
- 1948: Die kupferne Hochzeit
- 1949: Heimliches Rendezvous
- 1949: Ich mach dich glücklich
- 1953: Pünktchen und Anton
- 1953: Wenn der weiße Flieder wieder blüht
- 1954: Dein Mund verspricht mir Liebe
- 1954: Die schöne Müllerin
- 1955: Laß die Sonne wieder scheinen
- 1955: Wenn die Alpenrosen blüh’n
- 1956: Charleys Tante
- 1956: Opernball
- 1956: Johannisnacht
- 1956: Solange noch die Rosen blühn
- 1957: Die Heilige und ihr Narr
- 1957: Wien, du Stadt meiner Träume
- 1958: Kaganiec
- 1958: Sag’ ja, Mutti
- 1960: Kolega ze szkoły
- 1961: Staatsaffairen (TV)
- 1963: Er soll dein Herr sein (TV)
- 1968: Die Ente klingelt um ½ 8